# Miha Lapornik
Miha Lapornik (Celje, 18 de octubre de 1993) es un baloncestista esloveno que pertenece a la plantilla del San Pablo Burgos de la Primera FEB. Con 1,94 metros de estatura, juega en la posición de escolta.

## Trayectoria deportiva
Comenzó su andadura como profesional en 2010 en el KK Zlatorog Laško, con 17 años. Allí jugó cinco temporadas, promediando en la última de ellas 14,3 puntos, 2,2 rebotes y 1,7 asistencias por partido actuando como titular indiscutible.
En julio de 2015 fichó por el Union Olimpija por una temporada, con opción a renovar por dos más. En la que iba a ser su única temporada en el equipo promedió 11,9 puntos y 1,8 rebotes por partido.
En julio de 2016 fichó por el Dominion Bilbao Basket de la liga ACB por una temporada con opción a una segunda. Al terminar la temporada, regresa a Eslovenia, al KK Zlatorog Laško. 
Tras el paso por España, el escolta formó parte de diferentes equipos en el continente europeo: KK Zlatorog Laško (Eslovenia), U-BT Cluj-Napoca (Rumanía), KK Union Olimpija (Eslovenia), KK Pieno žvaigždės (Lituania), Heroes Den Bosch (Países Bajos), DEAC (Hungría), nuevamente KK Zlatorog Laško (Eslovenia) y KK Zlatorog Laško (Eslovenia).
En la temporada 2022-23, firma por el BK Levickí Patrioti de la primera categoría de Eslovaquia, donde promedió 17 puntos de promedio por partido, 3,2 rebotes y 3 asistencias, con un 39,8% de acierto exterior.
El 1 de agosto de 2023, firma por el San Pablo Burgos de la Liga LEB Oro.

### Selección nacional
Lapornik ha sido un fijo en todas las categorías inferiores de la selección de Eslovenia, tanto en la U16, la U18 o la U20, con la que en el Europeo Sub-20 de 2013 promedió 12,8 puntos, 2,4 rebotes y 1,6 asistencias. Ha jugado también con la selección B, aunque no ha llegado a debutar con la absoluta.